# FNM 2150
La F.N.M. 2150 est une voiture fabriquée par le constructeur brésilien F.N.M. sous licence Alfa Romeo de 1969 à 1974.

## Histoire
La 2150 découlait de la FNM 2000 qu'elle remplaçait, avec une carrosserie restylée, notamment sa partie avant. Elle était équipée d'un nouveau moteur 4 cylindres à deux arbres à cames en tête de 2 132 cm3 développant 125 ch d'une nouvelle boîte de vitesses toujours à 5 rapports, une vraie merveille pour les automobilistes brésiliens habitués aux boîtes automatiques américaines ou aux anciennes DKW et Coccinelles.
La 2150 sera fabriquée jusqu'en 1974 avant d'être remplacée par l'Alfa Romeo 2300.
Les modifications esthétiques ont surtout touché l'avant où l'imposante calandre de la 2000 fut remplacée par une calandre plus fine et basse nettement plus discrète. On retrouvait l'écusson Alfa Romeo mais semblable à celui utilisé sur l'Alfa 1750 berline de 1968.

### Données techniques
| Caractéristiques techniques FNM/Alfa Romeo 2150 Berline | |
| Moteur                                                  | 4 cylindres en ligne, chambres hémisphériques                                                                                                   |
| Cylindrée                                               | 2 132 cm3 - Alésage x course : 84,5 x 95 mm |
| Distribution                                            | deux arbres à cames en tête |
| Puissance                                               | 125 ch DIN (132 ch SAE) à 5 700 tr/min |
| Couple max                                              | 19,0 mkg à 3 800 tr/min |
| Embrayage                                               | Monodisque à sec, commande hydraulique |
| Boîte de vitesses                                       | 5 rapports + RM |
| Traction                                                | Propulsion |
| Carrosserie                                             | acier, autoporteuse à structure différentiée progressive                                                                                        |
| Suspension avant                                        | roues indépendantes, quadrilatères transversaux oscillants, ressorts hélicoïdaux, barre stabilisatrice, amortisseurs hydrauliques télescopiques |
| Suspension arrière                                      | Pont rigide, ressorts coaxiaux, amortisseurs hydrauliques télescopiques                                                                         |
| Freins                                                  | à tambours, à l'avant double mâchoires, tambours avec ailettes transversales pour le refroidissement forcé                                      |
| Pneumatiques                                            | 165 x 400 |
| réservoir carburant                                     | 60 litres |
| Vitesse maxi.                                           | 170 km/h |
| Consommation moy.                                       | 10,5 l/100 km (Norme CUNA) |

## Chiffres de production F.N.M. 2150 au Brésil
| Année       | 1969 | 1970 | 1971 | 1972 | 1973 | total |
| ----------- | ---- | ---- | ---- | ---- | ---- | ----- |
| F.N.M. 2150 | 555  | 1209 | 800  | 506  | 0    | 3070  |
| total       | 555  | 1209 | 800  | 506  | 0    | 3070  |

, 